# Istituto Nazionale di Archeologia e Storia dell’Arte

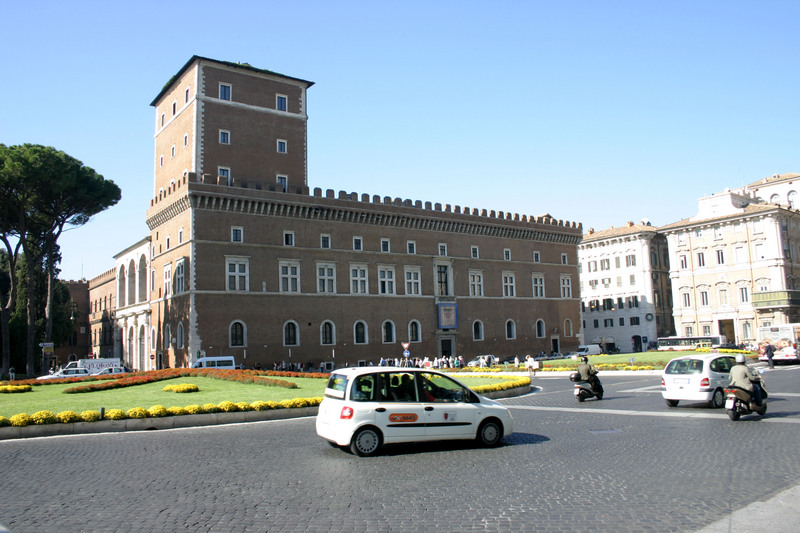
Palazzo Venezia, Sitz des INASA

Das Istituto Nazionale di Archeologia e Storia dell’Arte (INASA) ist eine 1922 gegründete außeruniversitäre Forschungseinrichtung Italiens mit Sitz im Palazzo Venezia in Rom. Forschungsbereiche sind die Archäologie und die Kunstgeschichte. Weitere Aufgaben sind die Förderung der Wissenschaften, die Unterstützung von Forschern anderer Organisationen sowie Beiträge zum Erhalt der Kulturgüter.
Seit 2003 ist das INASA eine privatrechtliche Organisation unter der Aufsicht des italienischen Kulturministeriums.

## Geschichte
Das Institut wurde offiziell mit einem Dekret vom 27. Oktober 1918 gegründet. Das Dekret wurde jedoch erst auf der Grundlage eines Gesetzes vom 15. Januar 1922 umgesetzt. Der Archäologe und Kunsthistoriker Corrado Ricci hatte sich für die Gründung eingesetzt und wurde dabei von dem damaligen Bildungsminister Benedetto Croce unterstützt. Ricci blieb bis zu seinem Tod im Jahr 1934 Präsident des Instituts, sein Nachfolger Roberto Paribeni leitete es dann in den folgenden zehn Jahren.
Wegen der bibliographischen Dokumentationsaufgaben wurde dem Institut 1922 eine Fachbibliothek des Bildungsministeriums angeschlossen, aus der die heutige Biblioteca di Archeologia e Storia dell’Arte (BiASA) hervorging. Obwohl die Bibliothek 1967 rechtlich ausgegliedert wurde, hat sie ihren Hauptsitz zusammen mit dem Institut weiterhin im Palazzo Venezia. Einige Bestände der Bibliothek sind bis heute Eigentum des Instituts, werden aber von der Bibliothek mitverwaltet, was die enge Beziehung der beiden Organisationen widerspiegelt.
Corrado Ricci wollte mit dem Institut und dessen Bibliothek die Abhängigkeit italienischer Wissenschaftler von ausländischen Einrichtungen beenden und die italienische Forschung fördern, vor allem durch eine enge Zusammenarbeit mit italienischen Universitäten und durch die Vergabe von Stipendien.
Nach dem Zweiten Weltkrieg litt das Institut an chronischer Unterfinanzierung, was seinen wissenschaftlichen Aktionsradius einschränkte und die Vergabe von Stipendien unmöglich machte. Lange Zeit wurde es kommissarisch geführt. 2003 wurde das Institut zu einer privatrechtlichen Organisation unter der Aufsicht des Ministeriums für Kulturgüter, das zusammen mit dem Bildungsministerium die Verwaltungsratsmitglieder ernennt.

## Sammlungen
Dem Institut gehören verschiedene Sammlungen, bestehend aus Büchern, Handschriften, Zeichnungen und Drucken, darunter Schenkungen und Nachlässe von Antonio Pagiara (1928), Rodolfo Lanciani (1929), Giovanni Battista de Rossi (1930), Felice Barnabei (1930), Alesandro Vessella (1933), Enrico Possenti (1937), Ernst von Waldthausen (1938), Ugo Monneret de Villard (1955) und Vincenzo Campanari. Diese Sammlungen befinden sich bei der Außenstelle der Biblioteca di Archeologia e Storia dell’Arte im Palazzo del Collegio Romano.

## Archiv
Im Archiv befindet sich die Dokumentation der Aktivitäten des Instituts seit seiner Gründung. Von Bedeutung sind die Protokolle der Versammlungen und Seminare, die Dokumentation über die Arbeiten in den Kaiserforen zwischen 1911 und 1933, die Notizen der Präsidenten Corrado Ricci und Achille Bertini Calosso sowie des Bildhauers Cesare Aureli.

## Photothek
Unter den rund 130.000 Photographien und Negativen befinden sich etliche Raritäten aus der zweiten Hälfte des 19. und der ersten Hälfte des 20. Jahrhunderts. 95.000 Bilder gehören zur regulären Sammlung, die übrigen 35.000 stammen aus Nachlässen und bilden daher separate Sammlungen (Corrado Ricci, Ugo Monneret de Villard, Giuseppe Lugli, Lucio Mariani, Felice Barnabei, Enrico Possenti,  Achille Bertini Calosso, Giuseppe Galassi). Die Bilder zeigen italienische und ausländische Kunstwerke von der Vor- bis zur Zeitgeschichte, darunter Monumente, Gebäude, öffentliche und private Sammelobjekte, Gärten, Landschaften sowie Dokumentationen von Ausgrabungen und Restaurierungsarbeiten.